# بيتي كاوندا
بيتي كاوندا (بالإنجليزية: Betty Kaunda)‏ (17 نوفمبر 1928 – 18 سبتمبر 2012) واسمها الحقيقي بياتريس كاويشي باندا. هي زوجة أول رئيس لزامبيا وهو كينيث كاوندا. وكذلك سيدة زامبيا الأولى من 1964 إلى 1991.